# クロース (ニック・ジョナスの曲)
「クロース」（英: Close（））は、アメリカの男性歌手 ニック・ジョナスとスウェーデンの女性歌手トーヴ・ローの楽曲。
ジョナスの3枚目のアルバム『Last Year Was Complicated』からのリードシングルとして発表された。

## チャート成績
米ビルボードチャートで14位を記録、ジョナスにとって3枚目、ローにとって4枚目のトップ40シングルとなった。

## パフォーマンス
ジョナスとローは人気番組「サタデー・ナイト・ライブ」でこの曲をパフォーマンスしたほか、「ビルボード・ミュージック・アワード」でもこの曲を披露した。

## 収録曲
- シングル[5]

1. "クロース" - 3:54

- リミックス EP[6]

1. "クロース" (ルイス・ヴィヴェット・リミックス) – 3:28
2. "クロース" (ダン・イー・ラジオ・リミックス) – 3:44